# جودی ترنر-اسمیت
جودی ترنر-اسمیت (به انگلیسی: Jodie Turner-Smith) (زاده ۷ سپتامبر ۱۹۸۶) بازیگر انگلیسی است.
از کارهای معروف او می‌توان به بازی در فیلم بعد از یانگ اشاره کرد.

## فیلم‌شناسی

### سینما
- ۲۰۱۶ - شیطان نئونی
- ۲۰۱۷ - لیمو
- ۲۰۱۷ - تازه بودن
- ۲۰۱۹ - کوئین و اسلیم
- ۲۰۲۱ - بدون پشیمانی
- ۲۰۲۱ - بعد از یانگ
- ۲۰۲۲ - نویز سفید
- ۲۰۲۲ - ایندیپندنت
- ۲۰۲۳ - راز جنایت ۲

### تلویزیون
- ۲۰۱۳ - خون حقیقی
- ۲۰۱۵–۲۰۱۶ - سگ‌های دیوانه
- ۲۰۱۶ - یخ
- ۲۰۱۷–۲۰۱۸ - آخرین کشتی
- ۲۰۱۸ - نایت‌فلایرز
- ۲۰۱۹ - جت
- ۲۰۲۱ - آن بولین
- ۲۰۲۳ - آموزش جنسی
- ۲۰۲۴ - اکلایت †